# Formation de Catskill
La formation de Catskill est une unité de roches sédimentaires principalement terrestres situé en Pennsylvanie et dans l'état de New York. Des couches marines mineures existent dans cette unité rocheuse épaisse. 
La formation de Catskill est la plus grande unité de substrat rocheux du Dévonien supérieur dans le nord-est de la Pennsylvanie et la région de Catskill à New York, d'où son nom est dérivé. Les montagnes Pocono de Pennsylvanie reposent également en grande partie sur cette unité. Les roches de Catskill sont principalement du grès rouge indiquant un dépôt terrestre à grande échelle au cours de l'orogenèse acadienne. De nombreux lits sont de nature cyclique, préservant l'enregistrement d'un environnement dynamique au cours de ses quelque 20 millions d'années de dépôt.

## Environnement de dépôt
Au cours du Dévonien, le delta de Catskill a été formé par une série de deltas fluviaux et de terrains autrement marécageux. Ce terrain était pris en sandwich entre la mer épicontinentale de Kaskaskia au centre de l'Amérique du Nord et les montagnes acadiennes aujourd'hui disparues. L'érosion a apporté des sédiments de la montagne vers l'ouest dans la mer, formant les deltas.
Finalement, la formation du delta a été enterrée et transformée en grès, qui a ensuite été révélé à des endroits lorsque les montagnes Catskill et Appalaches se sont formées à une date ultérieure. Cette transformation et cette découverte sont la principale raison pour laquelle le delta de Catskill est remarquable dans le présent ; le pétrole de l'ouest de la Pennsylvanie s'est formé en conséquence. Ce fut la première grande région pétrolière à être développée.
Le site de Catskill était autrefois considéré comme lié au vieux grès rouge, mais en réalité, les deux ne sont similaires que par coïncidence. Les deux se sont formés à peu près au même moment et dans des conditions similaires : au nord des montagnes acadiennes se trouvaient les montagnes calédoniennes, et une région similaire de marais et de delta fluvial s'y est formée.

## Érosion glaciaire
Bien que les deux chaînes de montagnes se soient formées au cours de l'orogenèse acadienne, les monts Catskill, contrairement aux Appalaches, ont subi une érosion glaciaire. Une grande partie de ce qui a formé les montagnes de Catskill tels qu'ils se présentent aujourd'hui est le résultat de la glaciation du Wisconsin qui s'est terminée il y a seulement 12 000 ans environ.

### Signes de glaciation
Il existe de nombreux signes de l'événement de la période glaciaire qui a sculpté les montagnes Catskill d'aujourd'hui.
Ces marqueurs comprennent :
- Les erratiques glaciaires tels que Devils Tombstone (en)[2].
- Stries
- « Pistes de danse » comme Pratt Rock (en)[2].
- Moraines terminales.